# Gregarina millaria
Gregarina millaria is een soort in de taxonomische indeling van de Myzozoa, een stam van microscopische parasitaire dieren. Het organisme komt uit het geslacht Gregarina en behoort tot de familie Gregarinidae. Gregarina millaria werd in 1848 ontdekt door von Siebold in von Kölliker.